# Karangjadi
Karangjadi is een bestuurslaag in het regentschap Aceh Tamiang van de provincie Atjeh, Indonesië. Karangjadi telt 1095 inwoners (volkstelling 2010).